# Западный Берлин
Западный Берли́н (англ. West Berlin, фр. Berlin-Ouest, нем. West-Berlin; официальное обозначение в ФРГ и в самом Западном Берлине — Berlin (West); в ГДР — «особая политическая единица Западный Берлин», нем. besondere politische Einheit Westberlin со слитным написанием) — город с особым статусом, политическое образование, существовавшее в 1949—1990 годах на территории американского, французского и британского секторов оккупации Берлина. 
Западный Берлин был анклавом, со всех сторон окружённым территорией ГДР, которая де-факто включала в себя Восточный Берлин — столицу ГДР (см. Четырёхсторонний статус Берлина). Город  вошёл в состав ФРГ в 1990 году во время объединения Германии.

## Политический статус

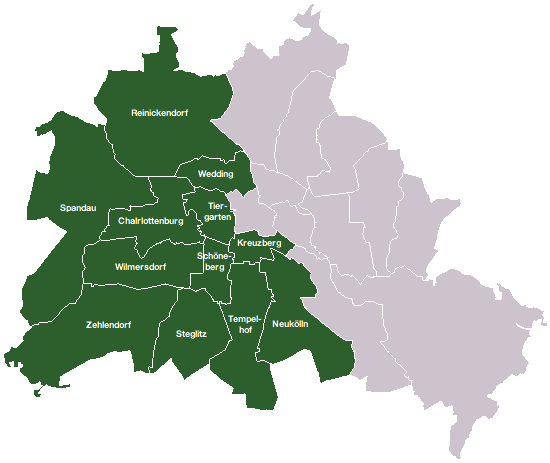
Западный (зелёный цвет) и Восточный (серый цвет) Берлин. Указаны округа Западного Берлина

Статус Западного Берлина определялся совокупностью четырёхсторонних договоров СССР, Великобритании, США и Франции (см. Четырёхстороннее соглашение по Берлину).
Конституция Берлина, принятая 1 сентября 1950 года, в статье 1 провозглашала Берлин (именно весь Берлин в границах Большого Берлина, а не Западный Берлин — см. также статью 4) землёй Федеративной Республики Германия и объявляла обязательными к исполнению на территории Берлина положений конституции и законов ФРГ. Статья 23 конституции ФРГ в редакции, действовавшей до 1990 года, также называла Большой Берлин в списке земель ФРГ. Данный статус, однако, не признавался оккупационными державами. В связи с этим в конституции Берлина имелась специальная статья 87, которая оговаривала, что положения статьи 1 временно не действуют и вступят в силу незамедлительно по устранении существующих ограничений, а до этого времени распространение действия законов ФРГ на Берлин происходило не автоматически, а путём ратификации членами Берлинского парламента. С этой целью во всех законах, принятых в ФРГ в эти годы, содержалась так называемая «Берлинская оговорка». Несмотря на непризнание принадлежности Западного Берлина к ФРГ оккупационными державами, Конституционный суд ФРГ в 1966 году подтвердил, что «основной закон ФРГ также действует и на территории Берлина» и что «Берлин, несмотря на ограничение оккупационных властей, является землёй Федеративной Республики Германия».

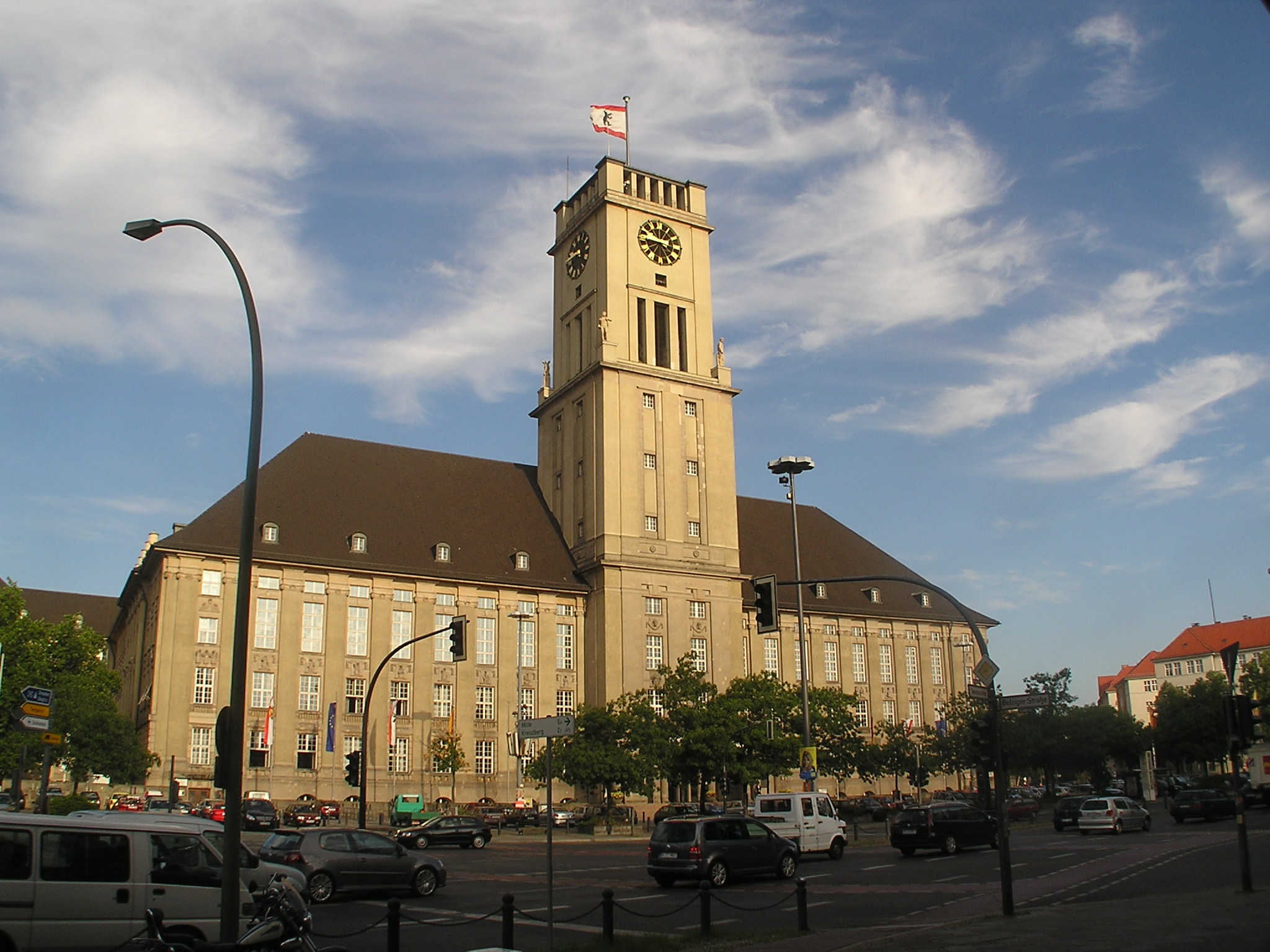
Шёнебергская ратуша — резиденция правящего бургомистра Берлина и Берлинского парламента

Представители Западного Берлина имели лишь консультативный статус без права голоса в бундестаге ФРГ, хотя имели полное право голоса в Федеральном собрании ФРГ. Граждане Западного Берлина также были освобождены от воинской обязанности, а вооружёнными силами Западного Берлина являлись оккупационные войска Франции, Великобритании и США. С 1968 года при перемещении между ФРГ и Западным Берлином через наземный и воздушный коридоры существовал паспортный контроль. Тем не менее Западный Берлин использовал в качестве валюты немецкую марку ФРГ, выпускавшуюся Банком немецких земель, подчинённым до 1951 года оккупационным властям, а после — Федеральному министерству финансов ФРГ. Западный Берлин не имел собственных посольств, интересы Западного Берлина в иностранных государствах представляли посольства ФРГ, в ООН Западный Берлин также представлял представитель ФРГ.
Граждане Западного Берлина имели особые удостоверения личности (Berliner behelfsmäßige Personalausweis), внешне не схожие с паспортами ФРГ, в которых указывалось: «Владелец данного документа является немецким гражданином» без упоминания государства. Однако ввиду того, что ФРГ считала себя правопреемником Германской империи и поэтому не имела самостоятельного «гражданства ФРГ» (в отличие от ГДР, где в 1961 году было введено гражданство ГДР) и продолжала использовать обозначение «немецкое гражданство», все лица, имевшие немецкое гражданство по состоянию на 1913 год, а также их потомки, включая граждан ГДР и Берлина, продолжали считаться немецкими гражданами. Поэтому расположенное в Западном Берлине представительство Министерства внутренних дел ФРГ выдавало жителям Западного Берлина обычные загранпаспорта ФРГ, которые, однако, не признавались странами «Восточного блока».
Претендуя на всю территорию Берлина, органы власти Западного Берлина носили соответствующие названия. Законодательная власть осуществлялась Парламентом Берлина, избиравшимся населением на четыре года, исполнительная — Сенатом Берлина во главе с правящим бургомистром. Апелляционная судебная инстанция — Камерный суд (Kammergericht), суд первой инстанции — Земельный суд Берлина (Landgericht Berlin), низшее звено судебной системы — участковые суды (Amtsgericht), суд апелляционной инстанции административной юстиции — Высший административный суд Берлина (Bundesverwaltungsgericht Berlin), суды первой инстанции административной юстиции — административный суд Берлина (Verwaltungsgericht Berlin), органы прокурорского надзора — Генеральный прокурор Берлина (Generalstaatsanwalt von Berlin) и прокуратуры земельных судов. Территория Западного Берлина делилась на городские округа (Stadtbezirk), представительные органы городских округов — окружные собрания уполномоченных (Bezirksverordnetenversammlung), исполнительные органы — окружные управления (Bezirksamt), состоящие из бургомистра (Bürgermeister) и членов окружного управления. Силовая организация — Полицейское управление Берлина (Polizeipräsident in Berlin). Верховную власть в городе осуществляла Межсоюзническая комендатура.

## Возникновение

Расположение Западного Берлина в разделённой Германии

Столица Германии была занята советскими войсками в ходе Берлинской наступательной операции ко 2 мая 1945 года. По договорённости союзников Берлин был поделён на три (с 26 июля — на четыре, включая французскую) оккупационные зоны. Восточная зона, занятая советскими войсками, стала впоследствии столицей Германской Демократической Республики. В трёх западных зонах контроль осуществляли оккупационные власти США, Великобритании и Франции.
В 1948 году между СССР и западными союзниками возникли разногласия, вылившиеся в полномасштабный кризис, непосредственным поводом для которого послужила денежная реформа в Тризонии — объединении оккупационных зон США, Великобритании и Франции.
До строительства Берлинской стены граница между западной и восточной частью Берлина была относительно открытой. Разделительная линия протяжённостью 44,75 км (общая протяжённость границы Западного Берлина с ГДР составляла 164 км) проходила прямо по улицам и домам, а также по реке Шпре, каналам и т. д. Официально действовали 81 уличный пропускной пункт, 13 переходов на станциях метро и городской электрички. Кроме того, существовали сотни нелегальных путей. Ежедневно границу между обеими частями города пересекали по различным причинам от 300 до 500 тысяч человек.
Отсутствие чёткой физической границы между зонами приводило к частым конфликтам и массовой утечке специалистов из ГДР. Восточные немцы предпочитали получать образование в ГДР, где оно было бесплатным, а работать — в Западном Берлине или ФРГ.
Правительство Западной Германии во главе с Конрадом Аденауэром в 1957 году ввело в действие «доктрину Хальштейна», которая предусматривала автоматический разрыв дипломатических отношений с любой страной, признавшей ГДР. ФРГ категорически отвергла предложения восточногерманской стороны о создании конфедерации германских государств, настаивая вместо этого на проведении общегерманских выборов. В свою очередь, власти ГДР в 1958 году заявили о своих притязаниях на суверенитет над Западным Берлином на том основании, что он находится «на территории ГДР».
Страны советского блока требовали нейтральности и демилитаризации Западного Берлина. В свою очередь министры иностранных дел стран НАТО в мае 1961 года подтвердили намерение гарантировать пребывание вооружённых сил западных держав в западной части города и её «жизнеспособность». Лидеры Запада заявили о том, что будут всеми силами защищать «свободу Западного Берлина».
Советский дипломат Юлий Квицинский вспоминал: «Из сильного козыря в колоде карт Запада, который играл на вытеснение нас из Германии и Восточной Европы, Западный Берлин стал превращаться в его ахиллесову пяту. Сообразил это ещё Хрущёв, который разрешил Ульбрихту закрыть границу, чем резко ограничил возможности Запада проводить через этот город наступательные операции против наших позиций в Европе».

## Снабжение и жизнь

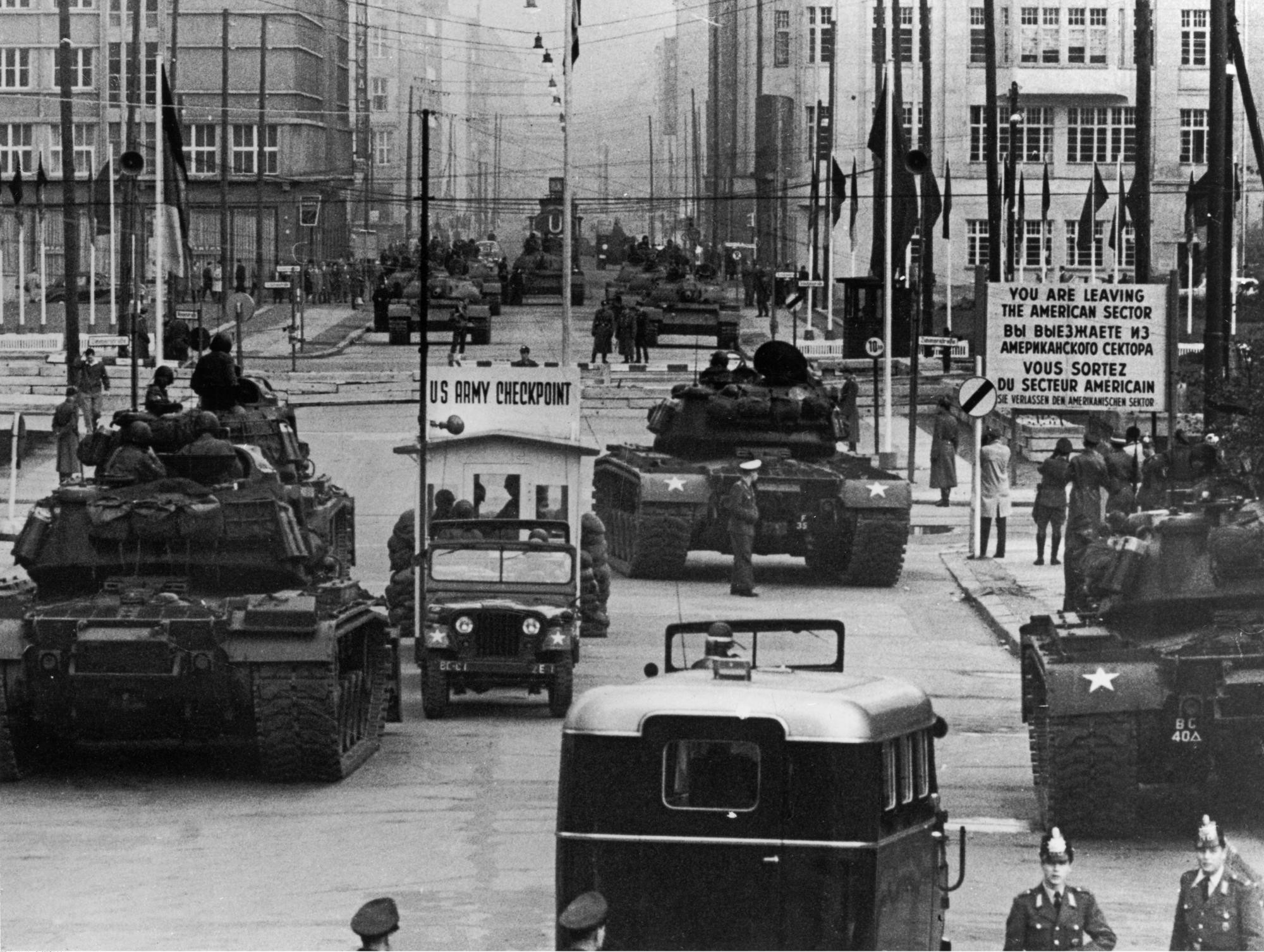
Танковое противостояние у КПП «Чарли», октябрь 1961 года

Западный Берлин был окружён со всех сторон государственной границей ГДР и снабжался из ФРГ, США, Великобритании и Франции. Снабжение города осуществлялось водным, воздушным, автомобильным и железнодорожным транспортом. Для этих целей существовали специальные транспортные коридоры через территорию ГДР, контролировавшиеся пограничниками Национальной народной армии ГДР. В истории города насчитывается несколько эпизодов, когда возникала угроза блокады Западного Берлина. В первый раз разразился так называемый Берлинский кризис 1948—1949 годов, во второй раз напряжённость возникла во время возведения Берлинской стены и Берлинского кризиса 1961 года. Западный Берлин располагал несколькими электростанциями, больницами, школами, вузами, стадионами, аэропортами. Был решён вопрос и с кладбищами. Поскольку территория Западного Берлина была ограничена и не было места под новые захоронения, в городе работали крематории, а на существовавших кладбищах открыли колумбарии. Общественный транспорт включал в себя трамвайную систему (закрыта в 1967 году), городской автобус, городскую электричку и метро. После возведения Берлинской стены большая часть линий Берлинской подземки осталась в Западном Берлине, а станций городской электрички, наоборот, в Восточном.
С заключением четырёхстороннего соглашения по Западному Берлину в 1971 году положение города значительно улучшилось. Его интересы на международной арене представляла ФРГ. На границе с ГДР были возведены современные контрольно-пропускные пункты, позволившие пропускать большее количество грузов и пассажиров, дорожная инфраструктура для иностранцев, посещавших город через территорию ГДР на автотранспорте. Бонн выделял значительные средства на содержание дорог в ГДР, служивших транзитными коридорами из ФРГ в Западный Берлин. Значительно увеличилось количество туристов, посещавших город. Западный Берлин стал закупать у ГДР электроэнергию.
Изолированные в анклаве, жители города продолжали ощущать нестабильность положения. Это чувство усиливалось в связи с политическими изменениями: разрядка, сменившаяся в начале 1980-х новой напряжённостью, присутствие оккупационных войск. Обсуждалось возможное вторжение армий или ракетно-ядерный удар Варшавского блока. Нередко политическое положение осложнялось вследствие побегов граждан ГДР в Западный Берлин через Берлинскую стену.

## Средства массовой информации
В Западном Берлине имелись две телебашни — Шольцплац и Шеферберг, которые осуществляли ретрансляцию западногерманских телеканалов. При этом телебашня Шольцплац использовалась исключительно для ретрансляции Erste Deutsches Fernsehen (в региональном окне которого шла выпускавшаяся SFB информационная программа Abendschau) и Nord 3, а ZDF и (с 1984 года также) частные телеканалы ФРГ RTL plus и Sat.1, телеканал американской комендатуры AFN, а также ретранслировались для британского и французского гарнизонов BBC 1 и TF1 соответственно — с телебашни Шеферберг. Поблизости от границы Западного Берлина находилась восточноберлинская телебашня Александрплац, с которой можно было поймать сигнал телеканалов ГДР —  Fernsehen der DDR 1 и Fernsehen der DDR 2. В принадлежавшую Западному Берлину общественную телерадиокомпанию SFB входили 4 общественные радиостанции - SFB 1, SFB 2, SFB 3 и SFB 4, кроме которых в Западном Берлине была доступна федеральная общественная радиостанция ФРГ Deutschlandfunk, 2 немецко-язычные радиостанции РИАС (радиокомпании принадлежавшей американской комендатуре) - РИАС 1 и РИАС 2, радиостанции американской, британской и французской комендатур  - AFN, BFBS, FFB соответственно. вместе с которыми также ретранслировались BBC World Service и Radio France Internationale, а с 1987 года западно-берлинская частная радиостанция Radio 100, и вещавших из Восточного Берлина 5 государственных радиостанций ГДР - Radio DDR 1, Radio DDR 2, Berliner Rundfunk, DT64, Stimme der DDR. На средних волнах также были доступны общественная радиостанция ФРГ Europawelle Saar и коммерческая радиостанция RTL, на длинных волнах радиостанция Группы советских войск в Германии Радио Волга, вместе с которой ретранслировалась Первая программа.

## Религия
Большинство верующих являлось протестантами, крупнейшая протестантская деноминация Евангелическая церковь Бранденбурга и Берлина, до 1972 года общая с Восточным Берлином и бранденбургскими округами, но в 1972 году образовавшая отдельную консисторию. Католики были представлены Епархией Берлина (до 1973 года входившей в Церковную провинцию Вроцлав, с 1973 году находившейся в непосредственном подчинении Святого Престола), включавшую кроме Берлина, бранденбургские округа, с 1976 года католические приходы Западного Берлина управлялись отдельным генеральным викарием при наличии общего для всей епархии епископа.

## Спорт
Спортивные клубы и спортсмены Западного Берлина выступали в соревнованиях ФРГ (например, футбольная «Герта» или хоккейный «Берлинер Шлитшуклуб»). Западный Берлин имел свой телеканал — SFB1 и радиоканал — «Радио Берлин 88,8», входившие в телекомпанию SFB (Sender Freies Berlin), выделившуюся в 1953 году из телекомпании NWDR.

## Транспорт
Общественный транспорт Западного Берлина был представлен метрополитеном (U-bahn), линиями городской электрички (S-bahn), автобусом, троллейбусом (до 1965 года), трамваем (до 1967 года). После разделения города Берлинской стеной в Западном секторе осталась большая часть линий метро, некоторые из которых частично проходили под Восточным Берлином. Городские электрички остались за железной дорогой ГДР, поэтому их в Западном Берлине обслуживал персонал Восточного сектора. Воздушный транспорт обслуживали международные аэропорты «Берлин-Темпельхоф» и «Берлин-Тегель».

## Культура
В городе работали музеи и университеты. В 1988 город был объявлен Культурной столицей Европы.

## Берлинская стена

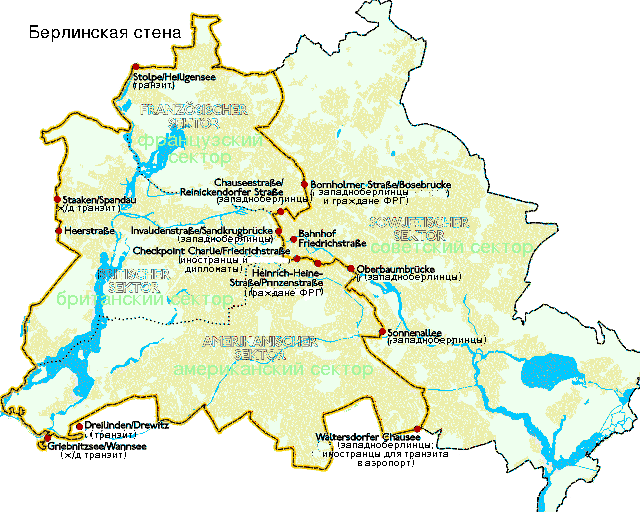
Карта Берлина (1961—1989). Красные точки — контрольно-пропускные пункты на границе Западного Берлина с ГДР

Карта Западного и Восточного Берлина, пограничные переходы, сеть метро (интерактивная карта)

В августе 1961 года власти ГДР приступили к возведению охраняемой пограничной стены, физически отделившей Западный Берлин от ГДР. Берлинская стена стала символом холодной войны. Американский президент Кеннеди назвал её «пощёчиной всему человечеству». 138 граждан ГДР, из тех, кто пытался бежать на Запад, погибли, преодолевая Берлинскую стену (перелезая через неё, делая подкопы и т. д.), около 5 тысяч человек преодолели её успешно.
Берлинский метрополитен был разделён на две независимо работающие транспортные системы.
Западному Берлину отошла бо́льшая часть линий. Две из них, пересекая центр города, проходили по территории ГДР; находившиеся там станции были закрыты («станции-призраки»).
С заключением 3 сентября 1971 года Четырёхстороннего соглашения взаимоотношения между ФРГ, Западным Берлином и ГДР получили новую правовую базу. В Западном Берлине сохранялся оккупационный режим. Правовая система Западного Берлина сохраняла специфику, определявшуюся союзническим законодательством, весьма обширным по объёму.

## Объединение Берлина
8 июня 1990 года наблюдатели от Западного Берлина получили право голоса в Бундестаге.
12 сентября 1990 года в Москве был подписан договор «два плюс четыре» (ГДР и ФРГ + СССР, США, Великобритания, Франция), положивший начало объединению Германии. Представители Западного Берлина не участвовали в его подписании.
Официально Западный Берлин перестал существовать 3 октября 1990 года в 0:00 по центральноевропейскому времени, западная и восточная часть Берлина объединились в один город в середине января 1991 года. Впоследствии единый Берлин стал столицей Германии.